# 烏克蘭國立科技大學
烏克蘭國立科技大學（烏克蘭語：Український державний університет науки і технологій）是在以弗謝沃洛德·拉扎里安院士命名的第聶伯羅國立鐵路運輸大學和烏克蘭國家冶金學院的基礎上創建的，是一所多學科的高等教育機構，其主要目的是在各個領域開展教育活動。高等教育水平並進行基礎和應用科學研究。大學擁有發達的教育、科學和工業部門的基礎設施，促進科學知識的傳播並進行文化和教育活動。

## 大學的主要活動
- 高等教育
- 職業初級高等教育
- 專業（職業技術）教育
- 中學教育
- 完成普通中等教育和課外教育
- 成人教育，包括研究生教育
- 體育和娛樂領域的教育
- 文化領域教育
- 技術測試和研究
- 其他自然科學和技術科學領域的研究和實驗進展
- 社會科學和人文領域的研究和實驗進展

## 一般資訊
大學教育活動的主要目標是為科學機構和教育機構、國家機關和管理機構、各級各類所有製企業培養國內和國際勞動力市場上高素質和有競爭力的專家。教育（博士、碩士、學士、初級學士）、專業初級學士的教育和專業學位，對國家、文化和人類價值觀的肯定。
大學的教育課程確保形成自我實現、高等教育和職業高等教育學生的積極公民意識、社會和諧和就業能力所需的關鍵能力。
大學有16個系。68個科系為160個教育課程（73個學士課程、70個碩士課程、17個博士課程）準備考生。
師資隊伍中有教師612人。其中，70%擁有高級學位。學校擁有理學博士、教授101名，院士18名，國家、榮譽獎得主、科學、高等教育及國民經濟各部門榮譽工作者85名。 該大學的教師中有索羅斯教授和副教授，以及富布賴特獎學金和國際科學基金會的獲得者，該基金會允許在德國、法國和美國實習。